# جنووا ۶۸۰
سیارک ۶۸۰ (به انگلیسی: 680 Genoveva، نامگذاری:1909GW) ششصد و هشتادمین سیارک کشف شده‌است که در ۲۲ آوریل ۱۹۰۹ و در هایدلبرگ کشف شد.
قدر مطلق سیارک برابر ۹٫۳۱ است.